# Église Notre-Dame-de-l'Assomption de Dœuil-sur-le-Mignon
L'église Notre-Dame-de-l'Assomption est une église catholique située à Dœuil-sur-le-Mignon, dans le département français de la Charente-Maritime en région Nouvelle-Aquitaine.

## Localisation
L'église est située dans le département français de la Charente-Maritime, dans la commune de Dœuil-sur-le-Mignon.

## Historique
L'édifice d'origine date du XIIe siècle, remanié aux XVe et XVIIIe siècles.

## Description
L'église a un clocher carré roman ayant un étage à triple arcature aveugle et un étage supérieur pourvu de doubles fenêtres romanes. Le portail  est de 1788 avec une rosace mais il comporte encore des traces d'un portail antérieur. L'abside, en cul-de-four, possède quatre groupes de deux colonnes pour les contreforts. Les colonnes sont surmontées de chapiteaux décorés de feuillages.

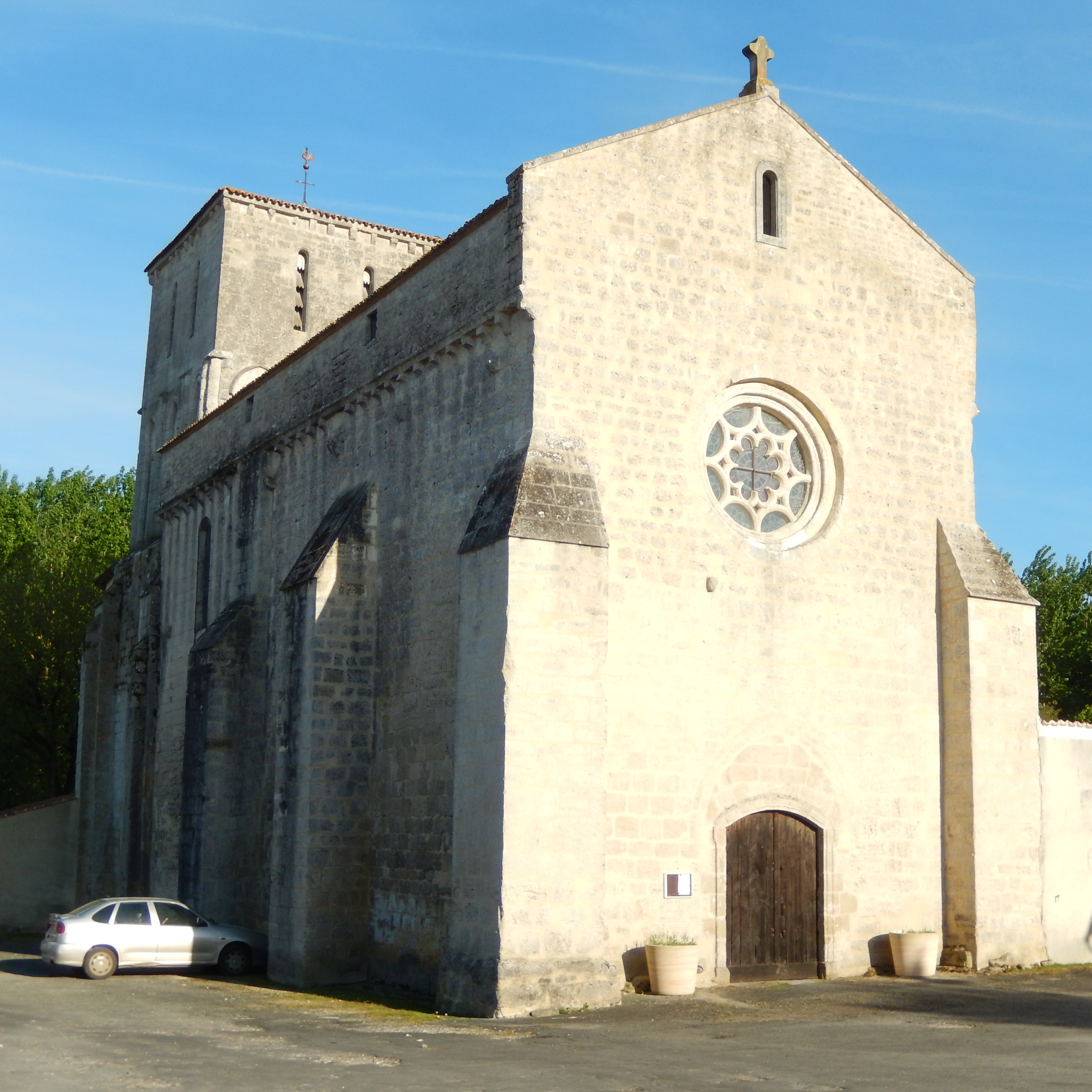
Son portail occidental.

## Protection
L'église Notre-Dame est inscrite au titre des monuments historiques en 1935.